# Imunodifusão
A imunodifusão é um teste de diagnóstico que envolve a difusão através de uma substância como o ágar, que geralmente é ágar de gel macio (2%) ou agarose (2%), usado para a detecção de anticorpos ou antígeno.
Os tipos comumente conhecidos são 1. Difusão única em uma dimensão (procedimento de Oudin) 2. Dupla difusão em uma dimensão (procedimento Oakley Fulthorpe) 3. Difusão única em duas dimensões (imunodifusão radial ou método de Mancini) 4. Dupla difusão em duas dimensões (imunodifusão dupla de Ouchterlony).